# 스탠리 아머 더넘
스탠리 아머 더넘(영어: Stanley Armour Dunham)은 미국의 군인이다. 대통령 버락 오바마 2세의 외할아버지이다.
1918년 위치타에서 태어났다. 그의 집안은 영국, 아일랜드, 프랑스에 뿌리를 두고 있다. 1942년부터 1945년까지 군인으로 일했다. 계급은 하사였다.

## 가족
1940년 메들린 페인과 결혼하였으며, 페인과의 사이에서 스탠리라는 딸을 낳았다. 스탠리(1942-1995)는 인류학자였으며, 케냐인 버락 오바마 1세(Barack Obama Sr.)와 결혼하여 아들인 버락 오바마 2세(Barack Obama Jr.)을 낳았다. 더넘은 버락 오바마 2세의 할아버지이다.

## 죽음
1992년 사망하였고, 펀치볼 국립묘지에 안장되었다. 그가 죽은 지 3년이 지난 1995년 딸 스탠리가 사망하였고, 그로부터 13년이 지난 2008년 아내인 페인도 사망하였다.

## 기타
인종만 백인과 흑인의 차이가 있을 뿐 외손자인 버락 오바마 2세와 이목구비가 똑같이 생겼다.

## 같이 보기
- 버락 오바마 2세
- 프랭클린 마셜 데이비스